# La leggenda di Arslan
La leggenda di Arslan (アルスラーン戦記?, Arusurān senki) è una serie di light novel fantasy giapponese scritta da Yoshiki Tanaka e illustrata da Yoshitaka Amano e Shinobu Tanno. La pubblicazione è iniziata nel 1986 per conto di Kadokawa Shoten.
La serie è stata adattata in un manga, che rispetto ai romanzi è proseguito in modo autonomo concludendosi con un finale alternativo; l'opera è stata scritta e illustrata da Chisato Nakamura e serializzata su Asuka Fantasy DX da novembre 1991 a settembre 1996. Gli studi di animazione Animate Film e Aubec ne hanno tratto due film anime, rispettivamente il 17 agosto 1991 e il 18 luglio 1992, mentre dal 21 ottobre 1993 al 21 settembre 1995 Movic e J.C.Staff hanno prodotto una serie OAV di quattro episodi. Le pubblicazioni più recenti della serie e molte versioni distribuite al di fuori del Giappone hanno accorpato i due film animati ai quattro episodi OAV, formando quindi un'unica serie OAV di sei episodi. La serie è stata pubblicata in Italia in VHS dalla Granata Press e dalla PolyGram.
Un nuovo adattamento manga, questa volta realizzato da Hiromu Arakawa, è pubblicato da Kōdansha su Bessatsu Shōnen Magazine dal 9 luglio 2013. L'edizione italiana è curata da Planet Manga e ha iniziato la pubblicazione il 1º novembre 2015. Liden Films ha inoltre adattato la storia in una serie televisiva anime di 25 episodi, andata in onda su Japan News Network dal 5 aprile al 27 settembre 2015; una seconda stagione di otto episodi, intitolata Arslan senki: fūjin ranbu (アルスラーン戦記 風塵乱舞?), è stata trasmessa dal 3 luglio al 21 agosto 2016. Entrambe le serie sono rese disponibili in Italia in simulcast sulla piattaforma VVVVID di Dynit.

## Trama
La storia segue le gesta di Arslan, l'erede al trono dell'immaginaria Pars, il cui regno viene conquistato dalla nazione confinante della Lusitania. Suo padre, il re Andragoras, cade vittima infatti di un complotto tramato da uno dei suoi seguaci più fidati, e così Arslan, dopo essere scampato alla morte per un soffio, si riunisce con il suo fedele sottoposto Daryun per dare inizio a un viaggio volto alla liberazione del suo paese. Supportato da alcuni compagni, tra cui lo spadaccino e stratega Narsus, il suo giovane servo Elam, la bella e fredda sacerdotessa Farangis e il musico errante Giv, Arslan dovrà riuscire a mettere insieme un esercito abbastanza forte da sconfiggere l'armata dei lusitani, guidata dal misterioso "Silvermask".

## Personaggi

### Personaggi principali
Principe Arslan (アルスラーン?, Arusurān)
Doppiato da: Kappei Yamaguchi (OAV), Yūsuke Kobayashi (serie TV) (ed. giapponese), Diego Sabre (OAV) (ed. italiana)
Principe quattordicenne di Pars intorno al quale ruota la maggior parte delle vicende raccontate nella serie. Arslan è spesso mal interpretato da quelli intorno a lui che lo considerano un debole, a causa del suo aspetto effeminato, della sua ingenuità e della sua bontà d'animo. Arslan si rivela tuttavia saggio, intelligente e carismatico, in grado di mobilitare anche i più apatici per la sua causa. Ha un falco ammaestrato di nome Azrael (告死天使?, Azuraīru).
Daryun (ダリューン?, Daryūn)
Doppiato da: Kazuhiko Inoue (OAV), Yoshimasa Hosoya (serie TV) (ed. giapponese), Ivo De Palma (OAV) (ed. italiana)
Un tempo alto ufficiale militare, Daryun viene degradato all'inizio della storia. Il suo nuovo compito diventa quello di proteggere e servire Arslan, cosa che fa diventare i due personaggi molto amici; Daryun si mostra fedele e pronto a dare la vita per il suo padrone. È un mardan-e mardan, uno dei combattenti più abili e forti del regno; sa destreggiarsi perfettamente con ogni arma, e se a cavallo combatte con una lancia. È conosciuto come "il cavaliere in nero".
Narses (ナルサス?, Narusasu)
Doppiato da: Kaneto Shozawa (OAV), Daisuke Namikawa (serie TV) (ed. giapponese), Claudio Moneta (OAV) (ed. italiana)
Narsus era un tempo il capo stratega e consulente di re Andragoras, ma fu rimosso dall'incarico dopo aver criticato l'abitudine reale di continuare a utilizzare gli schiavi. Oltre a essere un tattico brillante, Narsus è anche uno spadaccino incredibile e un filosofo intelligente. Ha un forte legame di amicizia con Daryun e si unisce ad Arslan come suo mentore e stratega, con il sogno di diventare pittore di corte una volta terminata la guerra.
Elam (エラム?, Eramu)
Doppiata da: Nozomu Sasaki (OAV), Natsuki Hanae (serie TV) (ed. giapponese), Veronica Pivetti (OAV) (ed. italiana)
Giovane ragazzo che Narsus affrancò dalla schiavitù; Elam intende servire il suo "maestro" fino a quando sarà grande abbastanza da farcela da solo. Unitosi ad Arslan, Elam rimane colpito dall'animo del principe e fa di tutto per difenderlo, anche a costo di mettere la sua vita a rischio. Si serve di diversi travestimenti per raccogliere informazioni dal nemico.
Giv (ギーヴ?, Gīvu)
Doppiato da: Kazuki Yato (OAV), Kenn (serie TV) (ed. giapponese), Luigi Rosa (OAV) (ed. italiana)
Giv è un poeta e musico, nonché esperto spadaccino e arciere. Prima di incontrare Arslan, vagava mettendosi ai servizi dei nobili per essere ricompensato con donne e soldi. Inizialmente segue il gruppo del principe poiché infatuato della bella Farangis, ma col passar del tempo capisce l'importanza della missione e arriva ad allontanarsi dal gruppo per il bene dell'esercito. È uno dei pochi personaggi a rompere il muro della quarta dimensione, rivolgendosi direttamente agli spettatori.
Farangis (ファランギース?, Farangīsu)
Doppiata da: Masako Katsuki (OAV), Maaya Sakamoto (serie TV) (ed. giapponese), Caterina Rochira (OAV) (ed. italiana)
Farangis è una sacerdotessa della dea Misra, scelta dal suo ordine per proteggere il principe Arslan; lei pensa inoltre di essere stata allontanata per la sua bellezza e bravura nel combattimento. Si presenta come una donna forte, distaccata e talvolta fredda, ma in realtà ha un animo gentile e sensibile. Si sa molto poco del suo passato. È in grado di percepire i djinn, gli spiriti della natura.
Alfrid (アルフリード?, Arufurīdo)
Doppiata da: Kumiko Watanabe (OAV), Manami Numakura (serie TV) (ed. giapponese)
Figlia del capo della tribù degli Zott, viene salvata da Narsus e si unisce al gruppo del principe Arslan. Si è autoproclamata moglie di Narsus e ha frequenti battibecchi con Elam.
Jaswant (ジャスワント?, Jasuwanto)
Doppiato da: Hiro Yūki (OAV), Wataru Hatano (serie TV) (ed. giapponese)
Abitante del Regno di Sindhura, era al servizio del Gran Visir Mahendra e dell'erede al trono Gadevi, prima di lasciare il suo paese per seguire Arslan e ripagarlo per avergli salvato la vita.

### Regno di Pars
Re Andragoras III (アンドラゴラス?, Andoragorasu)
Doppiato da: Akio Ohtsuka (OAV), Takayuki Sugō (serie TV) (ed. giapponese), Enrico Bertorelli (OAV) (ed. italiana)
Il sovrano di Pars e padre di Arslan. In molte occasioni lo si vede iroso, impulsivo e paranoico, oltre che eccessivamente sicuro di sé. È distaccato nei confronti del figlio, mentre fa di tutto per accontentare la regina Tahamine. Si scopre aver assassinato il fratello maggiore Osroes per conquistare il trono.
Graze (グラーゼ?, Guraaze)
Doppiato da: Kenjirō Tsuda (serie TV) (ed. giapponese)
Mercante della città portuale di Giran. Giura fedeltà ad Arslan e insieme sconfiggono i pirati che depredavano i territori del sud di Pars.

### Regno di Lusitania
La Lusitania (ルシタニア?, Rujitania) è uno degli stati confinanti con Pars. La religione di stato è quella del dio Ialdabaoth, che spinge i lusitani a intraprendere delle crociate per uccidere gli infedeli.
Principe Hirmes (ヒルメス?, Hirumesu)
Doppiato da: Shūichi Ikeda (OAV), Yūki Kaji (serie TV) (ed. giapponese), Marco Balzarotti (OAV) (ed. italiana)
In principio, il principe Hirmes si presenta come Maschera d'Argento (銀仮面卿?, Ginkamen kyō), comandante delle forze lusitane che sbaraglia l'esercito di Pars e sconfigge Andragoras. Si scopre essere il principe ereditario di Pars, figlio del defunto Osroes, in cerca di vendetta verso Andragoras per aver ucciso suo padre e aver usurpato il trono. Il suo soprannome deriva dalla maschera d'argento che indossa dopo esser rimasto bruciato nell'incendio causato da Andragoras. Si allea con la Lusitania proprio per impossessarsi del trono che pensa appartenergli; per questo prova un profondo odio verso il cugino Arslan e cerca di ucciderlo. Nel combattimento con la spada ha una forza pari a quella di Daryun.
Etòile (エトワール?, Etowāru) / Estelle (エステル?, Esuteru)
Doppiata da: Mitsuishi Kotono (OAV), Yumi Uchiyama (serie TV) (ed. giapponese)
Soldato lusitano, incontra Arslan in diverse occasioni senza conoscere la sua vera identità. Grazie alla sua fede convinta, riesce a far aprire gli occhi al principe su certe realtà; leggendo il libro sacro dei lusitani, infatti, Arslan capisce di dover trovare un modo per conciliare le fedi dei due paesi. Si scopre essere una ragazza, cresciuta da una famiglia di cavalieri e successivamente affidata al Conte Barcacion.
Bajon (バジョン?)
Doppiato da: Kôichi Kitamura (OAV), Shirō Saitō (serie TV) (ed. giapponese), Antonio Paiola (OAV) (ed. italiana)
Un antico necromante al servizio di Hirmes. Sin dall'inizio, è evidente come Bajon porti avanti degli interessi propri sfruttando la sete di vendetta e il dolore del principe.

## Media

### Light novel
La serie di light novel è stata scritta da Yoshiki Tanaka, illustrata da Yoshitaka Amano nella vecchia edizione edita da Kadokawa Shoten e da Shinobu Tanno in quella più recente a opera di Kobunsha e pubblicata dal 13 agosto 1986 al 14 dicembre 2017 per un totale di sedici volumi.

#### Volumi
| Nº | Titolo italiano (traduzione letterale) Giapponese 「Kanji」 - Rōmaji                          | Data di prima pubblicazione             | Data di prima pubblicazione |
| Nº | Titolo italiano (traduzione letterale) Giapponese 「Kanji」 - Rōmaji                          | Giapponese                              |                             |
| 1  | Regno 「王都炎上」 - Ō toenjō                                                                 | 13 agosto 1986 ISBN 4-04-166501-9       |                             |
| 2  | Due principi 「王子二人」 - Ōjifutari                                                         | 12 marzo 1987 ISBN 4-04-166502-7        |                             |
| 3  | Il tramonto 「落日悲歌」 - Rakujitsu hika                                                     | 11 settembre 1987 ISBN 4-04-166503-5    |                             |
| 4  | Strada sanguinaria 「汗血公路」 - Kanketsu kōro                                               | 11 agosto 1988 ISBN 4-04-166504-3       |                             |
| 5  | Seiba figura solitaria 「征馬孤影」 - Seiba koei                                              | 22 febbraio 1989 ISBN 4-04-166505-1     |                             |
| 6  | Danza della polvere 「風塵乱舞」 - Fūjin ranbu                                                | 1º settembre 1989 ISBN 4-04-166506-X    |                             |
| 7  | Ripresa della capitale 「王都奪還」 - Ō todakkan                                              | 9 marzo 1990 ISBN 4-04-166507-8         |                             |
| 8  | Corpo mascherato 「仮面兵団」 - Kamen heidan                                                  | 3 dicembre 1991 ISBN 4-04-166508-6      |                             |
| 9  | Flusso della bandiera 「旌旗流転」 - Seiki ruten                                              | 18 luglio 1992 ISBN 4-04-166509-4       |                             |
| 10 | La linea del gruppo della nuvola minacciosa 「妖雲群行」 - Yōun gun gyō                       | 30 novembre 1999 ISBN 4-04-166510-8     |                             |
| 11 | L'attacco dell'armata demoniaca 「魔軍襲来」 - Magun shūrai                                   | 22 settembre 2005 ISBN 4-334-07619-X    |                             |
| 12 | Tempio oscuro 「暗黒神殿」 - Ankoku shinden                                                   | 7 dicembre 2006 ISBN 4-334-07644-0      |                             |
| 13 | Il secondo serpente 「蛇王再臨」 - Jaō sairin                                                 | 7 ottobre 2008 ISBN 978-4-334-07677-1   |                             |
| 14 | Il secondo serpente narcisistico che venne dal cielo 「天鳴地動」 - Jaō sairin ten naru chidō | 16 maggio 2014 ISBN 978-4-334-07722-8   |                             |
| 15 | Bandiera di battaglia 「戦旗不倒」 - Senki futō                                               | 15 agosto 2016 ISBN 978-4-334-07730-3   |                             |
| 16 | Orizzonte infinito 「天涯無限」 - Tengai mugen                                                | 14 dicembre 2017 ISBN 978-4-334-07735-8 |                             |

### Manga
Dalla serie di romanzi sono state tratte due serie manga.

#### La leggenda di Arslan(1991-1996)
Il primo adattamento è stato disegnato da Chisato Nakamura e serializzato dal novembre 1991 al settembre 1996 sulla rivista Asuka Fantasy DX. I vari capitoli sono stati raccolti in 13 volumi tankōbon, pubblicati tra il novembre 1991 ed il 1º settembre 1996.
| Nº | Data di prima pubblicazione | Data di prima pubblicazione | Data di prima pubblicazione |
| Nº | Giapponese                  | Giapponese                  |                             |
| -- | --------------------------- | --------------------------- | --------------------------- |
| 1  | novembre 1991               | ISBN 4-04-852323-6          |                             |
| 2  | maggio 1992                 | ISBN 4-04-852324-4          |                             |
| 3  | febbraio 1993               | ISBN 4-04-852325-2          |                             |
| 4  | maggio 1993                 | ISBN 4-04-852326-0          |                             |
| 5  | settembre 1993              | ISBN 4-04-852435-6          |                             |
| 6  | aprile 1994                 | ISBN 4-04-852436-4          |                             |
| 7  | agosto 1994                 | ISBN 4-04-852504-2          |                             |
| 8  | dicembre 1994               | ISBN 4-04-852533-6          |                             |
| 9  | aprile 1995                 | ISBN 4-04-852534-4          |                             |
| 10 | agosto 1995                 | ISBN 4-04-852535-2          |                             |
| 11 | novembre 1995               | ISBN 4-04-852625-1          |                             |
| 12 | marzo 1996                  | ISBN 4-04-852652-9          |                             |
| 13 | 1º settembre 1996           | ISBN 4-04-852653-7          |                             |

#### La leggenda di Arslan(2013-in corso)

Copertina del primo volume dell'edizione italiana del manga del 2013, raffigurante il principe Arslan

Un secondo adattamento, questa volta disegnato da Hiromu Arakawa, viene serializzato dal 9 luglio 2013 sulla rivista Bessatsu Shōnen Magazine. Il primo volume tankōbon è stato pubblicato il 9 aprile 2014. In Italia la serie è stata annunciata al Lucca Comics 2014 da Panini Comics che ha iniziato a pubblicarla sotto l'etichetta Planet Manga nella collana Senki dal 1º novembre 2015.
| 1  | 9 aprile 2014 | ISBN 978-4-06-395050-2                                                      | 1º novembre 2015  | —                      |
| 1  | Capitoli - 1. Lo splendore di Ectabana (エクバターナの栄華?, Ekubatāna no eiga) - 2. La battaglia di Atropatene (アトロパテネの会戦?, Atoropatene no kaisen) - 3. Il cavaliere vestito di nero (黒衣の騎士?, Kokui no kishi) - 4. Nuovo incontro con un vecchio amico (旧友との再会?, Tomo to no saikai)                                                         |                                                                             |                   |                        |
| 2  | 9 maggio 2014 | ISBN 978-4-06-395063-2                                                      | 14 gennaio 2016   | —                      |
| 2  | Capitoli - 5. (君主の度量?, Kunshu no doryō) - 6. (救いの一矢?, Sukui no isshi) - 7. (流浪の楽士?, Rurō no gakushi) - 8. (血塗れの門?, Chinure no mon) - 9. (流血の狂宴?, Ryūketsu no kyōen) - 10. (囚われの王妃?, Toraware no ōhi) |                                                                             |                   |                        |
| 3  | 9 febbraio 2015 | ISBN 978-4-06-395307-7                                                      | 12 marzo 2016     | —                      |
| 3  | Capitoli - 11. (カーラーンの出陣?, Kārān no shutsujin) - 12. (絶世の美女?, Zessei no bijo) - 13. (裏切りの英雄?, Uragiri no eiyū) - 14. (王の行方?, Ō no yukue) - 15. (正統の王?, Seitō no ō) - 16. (イノケンティス王の恋?, Inokentisu-ō no koi) - 17. (仮面の下?, Kamen no shita) - 18. (水辺の再会?, Mizube no saikai) - 19. (二人目の王子?, Futari-me no ōji) |                                                                             |                   |                        |
| 4  | 9 ottobre 2015 | ISBN 978-4-06-395508-8                                                      | 14 luglio 2016    | —                      |
| 4  | Capitoli - 20. (カシャーン城塞の主?, Kashān jōsai no aruji) - 21. (ホディールの謀?, Hodīru no hakarigoto) - 22. (主のために?, Aruji no tame ni) - 23. (正義のありか?, Seigi no arika) - 24. (魔の手?, Ma no te) - 25. (ペシャワールへの道?, Peshawāru e no michi) - 26. (月下の吟遊詩人?, Gekka no gin'yūshijin) - 27. (カーラーンの息子?, Kārān no musuko)      |                                                                             |                   |                        |
| 5  | 9 maggio 2016 | ISBN 978-4-06-395660-3 (ed. regolare) ISBN 978-4-06-358794-4 (ed. limitata) | 3 novembre 2016   | —                      |
| 5  | Capitoli - 28. (ゾット族の娘?, Zotto zoku no musume) - 29. (黄昏の村?, Tasogare no mura) - 30. (蛇王の影?, Jaō no kage) - 31. (瞼の奥?, Mabuta no oku) - 32. (戦士の帰還?, Senshi no kikan) - 33. (サームの帰従?, Sāmu no kijū) - 34. (魔の山?, Ma no yama) |                                                                             |                   |                        |
| 6  | 9 novembre 2016 | ISBN 978-4-06-395793-8 (ed. regolare) ISBN 978-4-06-358830-9 (ed. limitata) | 4 maggio 2017     | —                      |
| 6  | Capitoli - 35. (双刀の鷹?, Sō katana no taka) - 36. (国王の資質?, Kokuō no shishitsu) - 37. (砂岩の城?, Sagan no shiro) - 38. (二人の王子?, Futari no ōji) - 39. (王家の血?, Ōke no chi) - 40. (三つの理?, Mittsu no ri) |                                                                             |                   |                        |
| 7  | 9 maggio 2017 | ISBN 978-4-06-395937-6                                                      | 9 novembre 2017   | —                      |
| 7  | Capitoli - 41. (シンドゥラの色男?, Shindura no irootoko) - 42. (異国の空?, Ikoku no sora) - 43. (新年の儀?, Shinnen no gi) - 44. (闇夜の案内人?, An'ya no annai-nin) - 45. (グジャラートの戦い?, Gujarāto no tatakai) - 46. (君臣の儀?, Kunshin no gi) |                                                                             |                   |                        |
| 8  | 9 novembre 2017 | ISBN 978-4-06-510379-1                                                      | 24 maggio 2018    | —                      |
| 8  | Capitoli - 47. (決戦の日?, Kessen no hi) - 48. (轟音の戦象部隊?, Gōon no ikusa zō butai) - 49. (カリカーラ王の決断?, Karikāra ō no ketsudan) - 50. (決闘場の獣?, Kettō-jō no kemono) - 51. (神々の裁き?, Kamigami no sabaki) - 52. (落日の国都?, Rakujitsu no kokuto)                                                                                            |                                                                             |                   |                        |
| 9  | 9 maggio 2018 | ISBN 978-4-06-511399-8 (ed. regolare) ISBN 978-4-06-512057-6 (ed. limitata) | 22 novembre 2018  | —                      |
| 9  | Capitoli - 53. (最後の晩餐?, Saigo no bansan) - 54. (戦士の帰還?, Senshi no kikan) - 55. (密書の行方?, Missho no yukue) - 56. (血の澱み?, Chi no odomi) - 57. (早春の邂逅?, Sōshun no kaikō) - 58. (無双の旅人?, Musō no tabibito) |                                                                             |                   |                        |
| 10 | 9 novembre 2018 | ISBN 978-4-06-513236-4 (ed. regolare) ISBN 978-4-06-514131-1 (ed. limitata) | 11 aprile 2019    | —                      |
| 10 | Capitoli - 59. (討伐の礎?, Tōbatsu no ishizue) - 60. (ザーブル城の決戦?, Zāburu-jō no kessen) - 61. (マルヤムの使者?, Maru yamu no shisha) - 62. (亡国の王女?, Bōkoku no ōjo) - 63. (盗賊の仕事?, Tōzoku no shigoto) - 64. (シャプールの弟?, Shapūru no otōto)                                                                                                   |                                                                             |                   |                        |
| 11 | 9 maggio 2019 | ISBN 978-4-06-515077-1 (ed. regolare) ISBN 978-4-06-516225-5 (ed. limitata) | 14 novembre 2019  | —                      |
| 11 | Capitoli - 65. (狼の怒り?, kami no ikari) - 66. (別れの四行詩?, Wakare no yon gyō shi) - 67. (パルス流の礼節?, Parusu-ryū no reisetsu) - 68. (シャフリスターンの狩猟祭?, Shafurisutān no shuryō-sai) - 69. (聖マヌエル城の少女?, Sei Manueru-jō no shōjo) - 70. (存亡の秋?, Sonbō no aki)                                                                        |                                                                             |                   |                        |
| 12 | 8 novembre 2019 | ISBN 978-4-06-517309-1 (ed. regolare) ISBN 978-4-06-517310-7 (ed. limitata) | 14 maggio 2020    | —                      |
| 12 | Capitoli - 71. (ギスカールの野望?, Gisukāru no yabō) - 72. (王の帰還?, Ō no kikan) - 73. (生命の賛歌?, Seimei no sanka) - 74. (流浪の万騎長?, Rurō no banki-chō) - 75. (囮の名は?, Otori no na wa) - 76. (トゥラーン軍の猛攻?, Gun no mōkō) |                                                                             |                   |                        |
| 13 | 8 maggio 2020 | ISBN 978-4-06-518847-7 (ed. regolare) ISBN 978-4-06-519633-5 (ed. limitata) | 15 aprile 2021    | —                      |
| 13 | Capitoli - 77. (歓喜のペシャワール?, Kanki no Peshawāru) - 78. (墓の下?, Haka no shita) - 79. (激震の大地?, Gekishin no daichi) - 80. (蛇王の蠢き?, Jaō no ugomeki) - 81. (ルシタニアの屈辱?, Rushitania no kutsujoku) - 82. (草原の覇者?, Sōgen no hasha) |                                                                             |                   |                        |
| 14 | 9 dicembre 2020 | ISBN 978-4-06-521680-4 (ed. regolare) ISBN 978-4-06-522418-2 (ed. limitata) | 30 settembre 2021 | —                      |
| 14 | Capitoli - 83. (トゥラーン国王の挑発?, Kokuō no chōhatsu) - 84. (恋の鞘当て?, Koi no sayaate) - 85. (毒蜂の夜襲?, Doku hachi no yashū) - 86. (新月の惨劇?, Shingetsu no sangeki) - 87. (血戦の夜?, Kessen no yoru) - 88. (王者の器量?, Ōja no kiryō) |                                                                             |                   |                        |
| 15 | 9 giugno 2021 | ISBN 978-4-06-523427-3 (ed. regolare) ISBN 978-4-06-523568-3 (ed. limitata) | 20 gennaio 2022   | —                      |
| 15 | Capitoli - 89. (追憶の情?, Tsuioku no jō) - 90. (行軍の果て?, Kōgun no hate) - 91. (唯一の国王?, Yuiitsu no kokuō) - 92. (独りの夜?, Hitori no yoru) - 93. (盗賊の長?, Tōzoku no chō) - 94. (王弟殿下の憂鬱?, Ōtei denka no yūutsu) |                                                                             |                   |                        |
| 16 | 9 dicembre 2021 | ISBN 978-4-06-526279-5 (ed. regolare) ISBN 978-4-06-526304-4 (ed. limitata) | 26 maggio 2022    | —                      |
| 16 | Capitoli - 95. (追憶の情?, Tsuioku no jō) - 96. (行軍の果て?, Kōgun no hate) - 97. (唯一の国王?, Yuiitsu no kokuō) - 98. (独りの夜?, Hitori no yoru) - 99. (盗賊の長?, Tōzoku no chō) - 100. (王弟殿下の憂鬱?, Ōtei denka no yūutsu) |                                                                             |                   |                        |
| 17 | 9 giugno 2022 | ISBN 978-4-06-528168-0                                                      | 9 febbraio 2023   | —                      |
| 17 | Capitoli - 101. (ギラン総督の動揺?, Giran sōtoku no dōyō) - 102. (海の男たち?, Umi no otoko-tachi) - 103. (海賊王の伝説?, Kaizoku ō no densetsu) - 104. (文明国の拷問?, Bunmei-koku no gōmon) - 105. (二人の逃亡者?, Futari no tōbō-sha) - 106. (王家の呪縛?, Ōke no jubaku)                                                                                     |                                                                             |                   |                        |
| 18 | 9 dicembre 2022 | ISBN 978-4-06-529947-0 (ed. regolare) ISBN 978-4-06-529984-5 (ed. limitata) | 10 agosto 2023    | —                      |
| 18 | Capitoli - 107. (王の出陣?, Ō no shutsujin) - 108. (ルシタニア騎士の誇り?, Rushitania kishi no hokori) - 109. (サハルードの会戦?, Saharūdo no kaisen) - 110. (神の御声?, Kami no onkoe) - 111. (ルシタニアの逆襲?, Rushitania no gyakushū) - 112. (サハルードの黄昏?, Saharūdo no tasogare)                                                                      |                                                                             |                   |                        |
| 19 | 8 giugno 2023 | ISBN 978-4-06-531875-1 (ed. regolare) ISBN 978-4-06-531876-8 (ed. limitata) | 25 luglio 2024    | ISBN 978-88-287-7584-3 |
| 19 | Capitoli - 113. (流血の酔い?, Ryūketsu no yoi) - 114. (ギスカールの罠?, Gisukāru no wana) - 115. (悪魔のささやき?, Akuma no sasayaki) - 116. (始まりの地?, Hajimari no ji) - 117. (アトロパテネの再戦?, Atoropatene no saisen) - 118. (今際の祈り?, Imawa no inori)                                                                                              |                                                                             |                   |                        |
| 20 | 9 gennaio 2024 | ISBN 978-4-06-533889-6 (ed. regolare) ISBN 978-4-06-533888-9 (ed. limitata) | 27 febbraio 2025  | ISBN 979-12-21908-28-2 |
| 20 | Capitoli - 119. (ボダンの襲撃?, Bodan no shūgeki) - 120. (黒衣の悪魔?, Kokui no akuma) - 121. (地獄の底?, Jigoku no soko) - 122. (ルシタニアの落日?, Rushitania no rakujitsu) - 123. (孤独の玉座?, Kodoku no gyokuza) - 124. (パルス王家の真実?, Parusu ōke no shinjitsu)                                                                                        |                                                                             |                   |                        |
| 21 | 7 agosto 2024 | ISBN 978-4-06-536516-8 (ed. regolare) ISBN 978-4-06-536524-3 (ed. limitata) | —                 | —                      |
| 21 | Capitoli - 125. (出生の秘密?, Shussei no himitsu) - 126. (王家の剣?, Ōke no ken) - 127. (蛇王の伝説?, Jaō no densetsu) - 128. (戴冠の儀?, Taikan no gi) - 129. (民の声?, Min no koe) - 130. (決闘の行方?, Kettō no yukue) |                                                                             |                   |                        |
| 22 | 7 marzo 2025 | ISBN 978-4-06-538721-4 (ed. regolare) ISBN 978-4-06-538723-8 (ed. limitata) | —                 | —                      |
| 22 | Capitoli - 131. (二王墜死の塔?, Niō tshuishi no Tāyaminairi) - 132. (隠り世の戦士?, Kakureyo no senshi) - 133. (暗雲のエクバターナ?, An'un no Ekubatāna) - 134. (アトロパテネの亡霊?, Atoropatene no bōrei) - 135. (騎士の誇り?, Kishi no hokori) - 136. (不退の騎士?, Futai no kishi)                                                                           |                                                                             |                   |                        |
| 23 | 9 settembre 2025 | ISBN 978-4-06-540658-8                                                      | —                 | —                      |

##### Capitoli non ancora in formatotankōbon
Questa lista è suscettibile di variazioni e potrebbe essere incompleta o non aggiornata.

- 137.  (武人の死に場所?, Bujin no shinibasho)
- 138.  (忠義の臣?, Chūgi no shin)
- 139.  (最期の呪い?, Saigo no noroi)
- 140.  (兄の未練?, Ani no miren)
- 141.  (狼の夢?, Ōkami no yume)
- 142.  (君臣の決断?, Kunshin no ketsudan)

### Anime

#### OAV (1991-1995)
Dalla serie di romanzi è stato tratto anche un adattamento animato prodotto da Animate Film e Aubec e diviso in due film usciti rispettivamente il 17 agosto 1991 e il 18 luglio 1992. In seguito venne creata una serie OAV a opera di Movic e J.C.Staff per un totale di quattro episodi distribuiti tra il 21 ottobre 1993 e il 21 settembre 1995. In Italia i due film sono stati pubblicati entrambi da Granata Press in VHS nel corso del 1994. Fallita la Granata Press, i due lungometraggi vennero riediti da PolyGram nel 1996 che pubblicò nel corso del medesimo anno anche i primi due OAV, interrompendo la serie a due episodi dalla sua effettiva conclusione. Come avvenuto in molte versioni distribuite al di fuori del Giappone, anche l'edizione italiana ha accorpato i due film animati ai quattro episodi OAV, formando così un'unica serie di sei episodi.
Le sigle di chiusura sono: Kutsuato no hana cantata da Mimori Yusa (ep. 1), Tokimeki wo Believe di Yumi Tanimura (ep. 2) e Ryote Ippai interpretata da Shoko Suzuki (ep. 4-5).
| Nº | Titolo italiano Giapponese 「Kanji」 - Rōmaji - Traduzione letterale | Prima edizione    | Prima edizione |
| Nº | Titolo italiano Giapponese 「Kanji」 - Rōmaji - Traduzione letterale | Giapponese        | Italiano       |
| 1  | La leggenda di Arslan 「アルスラーン戦記」 - Arusurān senki – "La leggenda di Arslan" | 17 agosto 1991    | 1994           |
| 2  | La leggenda di Arslan (parte II) 「アルスラーン戦記II」 - Arusurān senki II – "La leggenda di Arslan II"                                                                                                  | 18 luglio 1992    | 1994           |
| 3  | La leggenda di Arslan (parte III) 「アルスラーン戦記III（東の城、西の城）」 - Arusurān senki III (Azuma no shiro, nishi no shiro) – "La leggenda di Arslan III (Il castello a est e il castello a ovest)" | 21 ottobre 1993   | 1996           |
| 4  | La leggenda di Arslan (parte IV) 「アルスラーン戦記IV（汗血公路）」 - Arusurān senki IV (Kanketsu kōro) – "La leggenda di Arslan IV (La strada del sangue e del sudore)"                                  | 22 dicembre 1993  | 1996           |
| 5  | 「アルスラーン戦記V（征馬孤影・上）」 - Arusurān senki V (Seiba koei-jō) – "La leggenda di Arslan V (Il cavaliere solitario, parte I)"                                                                    | 21 agosto 1995    | —              |
| 6  | 「アルスラーン戦記VI（征馬孤影・下）」 - Arusurān senki VI (Seiba koei-ka) – "La leggenda di Arslan VI (Il cavaliere solitario, parte II)"                                                                | 21 settembre 1995 | —              |

#### Serie TV (2015-2016)
Un altro adattamento, questa volta televisivo e più fedele, è stato prodotto da Liden Films e trasmesso in Giappone su Japan News Network dal 5 aprile 2015 al 21 agosto 2016 per due stagioni, composte rispettivamente da 25 episodi per la prima e da 8 per la seconda. Inoltre entrambe le stagioni presentano un episodio OAV, distribuiti esclusivamente nell'edizione limitata dei volumi 5 e 6 del manga di Hiromu Arakawa. In Italia sono giunte entrambe le serie in versione sottotitolata a opera di Netflix.
Le sigle di apertura della prima stagione sono rispettivamente Boku no kotoba de wa nai kore wa boku-tachi no kotoba (僕の言葉ではない これは僕達の言葉?) di UVERworld (ep. 1-13) e Uzu to uzu (渦と渦?) di NICO Touches the Walls (ep. 14-24) mentre quelle di chiusura sono Lapis Lazuli (ラピスラズリ?) di Eir Aoi (ep. 1-13), One Light delle Kalafina (ep. 14-24) e Uzu to uzu di NICO Touches the Walls (ep. 25).
Le sigle della seconda stagione invece sono Tsubasa (翼?) di Eir Aoi in apertura e blaze delle Kalafina in chiusura.
| Nº                      | Titolo italiano Giapponese 「Kanji」 - Rōmaji                                                             | In onda           | In onda |
| Nº                      | Titolo italiano Giapponese 「Kanji」 - Rōmaji                                                             | Giapponese        |         |
| Stagione 1 (25 episodi) | |                   |         |
| 1                       | La gloria di Ecbatana 「エクバターナの栄華」 - Ekubatāna no eiga                                          | 5 aprile 2015     |         |
| 2                       | Quattordici anni, prima battaglia 「十四歳、初陣」 - Jūyon-sai, uijin                                     | 12 aprile 2015    |         |
| 3                       | Il cavaliere in nero 「黒衣の騎士」 - Kokui no kishi                                                      | 19 aprile 2015    |         |
| 4                       | Lo stratega stanco del mondo 「厭世の軍師」 - Ensei no gunshi                                             | 26 aprile 2015    |         |
| 5                       | Il rogo della capitale - parte prima 「王都炎上 〜前編〜」 - Ō toenjō ~zenpen~                            | 3 maggio 2015     |         |
| 6                       | Il rogo della capitale - parte seconda 「王都炎上 〜後編〜」 - Ō toenjō ~kōhen~                           | 10 maggio 2015    |         |
| 7                       | Le belle e le bestie 「美女たちと野獣たち」 - Bijo-tachi to yajū-tachi                                    | 17 maggio 2015    |         |
| 8                       | L'eroe traditore 「裏切りの英雄」 - Uragiri no eiyū                                                       | 24 maggio 2015    |         |
| 9                       | Sotto la maschera 「仮面の下」 - Kamen no shita                                                           | 31 maggio 2015    |         |
| 10                      | Il signore del castello di Kashan 「カシャーン城塞の主」 - Kashān jōsai no omo                            | 7 giugno 2015     |         |
| 11                      | La strada verso Peshawar 「ペシャワールへの道」 - Peshawāru e no michi                                    | 14 giugno 2015    |         |
| 12                      | La devozione del cavaliere 「騎士の忠義」 - Kishi no chūgi                                                | 21 giugno 2015    |         |
| 13                      | I due principi 「王子二人」 - Oujifutari                                                                  | 28 giugno 2015    |         |
| 14                      | Il principe straniero 「異国の王子」 - Ikoku no ouji                                                      | 12 luglio 2015    |         |
| 15                      | La pantera nera di Sindhura 「シンドゥラの黒豹」 - Shindura no kurohyō                                    | 19 luglio 2015    |         |
| 16                      | Elegia al tramonto 「落日悲歌」 - Rakujitsu hika                                                          | 26 luglio 2015    |         |
| 17                      | Duello al cospetto degli dei 「神前決闘」 - Shinzen kettō                                                 | 2 agosto 2015     |         |
| 18                      | Di nuovo attraverso il fiume 「ふたたび河をこえて」 - Futatabi kawa o koete                               | 9 agosto 2015     |         |
| 19                      | La fine dell'inverno 「冬の終り」 - Fuyu no owari                                                         | 16 agosto 2015    |         |
| 20                      | Il vero volto del cavaliere 「騎士の素顔」 - Kishi no sugao                                               | 23 agosto 2015    |         |
| 21                      | Canto d'addio 「別れの詩」 - Wakare no uta                                                                | 30 agosto 2015    |         |
| 22                      | La notte prima dell'attacco 「出撃前夜」 - Shutsugeki zen’ya                                              | 6 settembre 2015  |         |
| 23                      | La battaglia del castello di San Manuel 「聖マヌエル城の攻防」 - San emanyueru no kīpu notatakai          | 13 settembre 2015 |         |
| 24                      | Scontro decisivo 「第二十四章決戦」 - Kessen                                                              | 20 settembre 2015 |         |
| 25                      | La via del sudore e del sangue 「汗血公路」 - Kanketsukōro                                                | 27 settembre 2015 |         |
| OAV                     | 「汗血恋路」 - Kanketsu koiji – "La strada del sangue e dell'amore"                                       | 9 maggio 2016     |         |
| Stagione 2 (8 episodi)  | |                   |         |
| 1                       | L'incursione dell'esercito di Turan 「トゥラーン軍侵攻」 - Tōraan-gun shinkō                              | 3 luglio 2016     |         |
| 2                       | Il sovrano contro il conquistatore 「王者対覇者」 - Ouja tai hasha                                        | 10 luglio 2016    |         |
| 3                       | L'ombra di un cavaliere solitario 「征馬孤影」 - Seibakoei                                                | 17 luglio 2016    |         |
| 4                       | La capitale della Terra e la capitale del Mare 「陸の都と水の都と」 - Riku no miyako to mizu no miyako to | 24 luglio 2016    |         |
| 5                       | Separazioni 「決別」 - Ketsubetsu                                                                         | 24 luglio 2016    |         |
| 6                       | Le sventure del re 「列王の災難」 - Retsu-ou no sainan                                                    | 24 luglio 2016    |         |
| 7                       | La città dell'arcobaleno 「虹の都」 - Niji no miyako                                                      | 24 luglio 2016    |         |
| 8                       | La danza delle tempesta di polvere 「風塵乱舞」 - Fūjin ranbu                                             | 24 luglio 2016    |         |
| OAV                     | 「友情の宴」 - Yūjō no utage – "Banchetto dell'amicizia"                                                  | 9 novembre 2016   |         |

### Videogiochi
Il primo videogioco basato sulla serie venne pubblicato per Sega Mega CD nel 1993 esclusivamente in Giappone. Il titolo è uno strategico a turni simile a quello della serie di Fire Emblem. Si basa sulla serie di film e OAV degli anni '90.
Il secondo, Arslan: The Warriors of Legend, invece è un "Musou", ovvero uno stile di gioco molto simile a quello della serie Dynasty Warriors, crossover uscito per PlayStation 3, PlayStation 4, Xbox One e Microsoft Windows il 1º ottobre 2015 in Giappone. A differenza del predecessore, questo titolo è anche uscito nel Nord America e in Europa il 9 febbraio 2016. Il videogioco segue gli avvenimenti narrati nell'anime del 2015.